# NGC 93
NGC 93 este o galaxie spirală situată în constelația Andromeda. Interacționează cu galaxia NGC 90 și a fost descoperită în 26 octombrie 1854 de către R. J. Mitchell.

## Legături externe
- NGC 93 pe WikiSky
- NGC 93 pe spider.seds.org